# هرچه قوی‌تر، سخت‌تر زمین‌می‌خوری
هر چه قوی‌تر، سخت‌تر زمین‌می‌خوری (انگلیسی: The Harder They Fall) یک فیلم نوآر به کارگردانی مارک رابسون است که در سال ۱۹۵۶ منتشر شد و برای نخستین بار در جشنواره فیلم کن ۱۹۵۶ اکران شد. این فیلم، آخرین فیلم هامفری بوگارت در مقام بازیگر بود.

## داستان
ادی ویلیس، خبرنگار ورزشی، پس از ورشکست شدن روزنامه‌ای که در آن کار می‌کرد، بی‌پول می‌ماند و از سوی نیک بنکو، یک مروج مسابقات بوکس، به‌عنوان مسئول روابط عمومی استخدام می‌شود. نیک یک مرد قدبلند آرژانتینی به نام تورو مورنو را به‌عنوان بوکسور جذب کرده است. با وجود ناتوانی تورو در بوکس، نیک می‌خواهد از قد و قامت او به‌عنوان ترفندی برای جذب تماشاگران استفاده کند. بدون آن‌که تورو و مدیر برنامه‌اش، لوئیس آگراندی، بدانند، تمام مسابقات او از پیش تعیین‌شده هستند تا افکار عمومی باور کند که او مشت‌زن بااستعدادی است.
ادی در ابتدا نسبت به این ماجرا تردید دارد، اما وعدهٔ دستمزد بالا او را وسوسه می‌کند تا چشم بر این تقلب ببندد. او موفق می‌شود تورو را به‌عنوان یک پدیدهٔ نوظهور معرفی کند، حتی وقتی اولین مسابقهٔ تورو آن‌قدر بد پیش می‌رود که کمیسیون بوکس تهدید به آغاز تحقیق می‌کند.
در حالی‌که گروه بنکو با اتوبوسی پر از تبلیغات تورو در سراسر کشور سفر می‌کنند، تورو به‌تدریج به جایگاه یک مدعی صاحب‌رتبه می‌رسد. در طول این سفر، ادی با دیگر مدیران بوکس مذاکره می‌کند تا اطمینان حاصل کند که مسابقات تورو همچنان صحنه‌سازی شده باقی بمانند.
تورو با گاس داندی روبه‌رو می‌شود، کسی که در مسابقهٔ قبلی‌اش با قهرمان، بادی برنن، دچار شکستگی گردن شده بود. پس از مسابقه با تورو، داندی از حال می‌رود و جان می‌سپارد. تورو دچار عذاب وجدان می‌شود و تصور می‌کند که او باعث مرگ داندی شده و می‌خواهد به آرژانتین بازگردد. در تلاشی ناامیدانه برای حفظ مسابقهٔ آینده با برنن، ادی حقیقت را به تورو می‌گوید: این‌که برنن مسئول وضعیت داندی بوده، تورو اساساً یک بوکسور واقعی نیست و تمام مسابقاتش از پیش هماهنگ‌شده بوده‌اند.
در مسابقه با برنن، تورو به‌شدت کتک می‌خورد. پس از آن، ادی درمی‌یابد که بنکو قرارداد تورو را به مدیر دیگری فروخته است. در حالی‌که ادی مبلغ وعده‌داده‌شدهٔ ۲۶٬۰۰۰ دلار را دریافت می‌کند، بنکو حساب‌سازی کرده و تنها ۴۹ دلار و ۷ سنت از بیش از یک میلیون دلار درآمد فروش بلیت به تورو می‌رسد. ادی که از نقش خود در این فریب شرمنده است و نمی‌خواهد تورو بیش از این مورد سوءاستفاده قرار گیرد، کل مبلغ ۲۶٬۰۰۰ دلار را به تورو می‌دهد و پیش از آن‌که افراد بنکو دخالت کنند، او را سوار هواپیما به مقصد آرژانتین می‌کند.
اگرچه بنکو تهدید می‌کند که به ادی آسیب خواهد رساند، ادی تصمیم می‌گیرد مقاله‌ای افشاگرانه درباره فساد در بوکس بنویسد.

## بازیگران
- هامفری بوگارت
- راد استایگر
- جن استرلینگ
- هارولد جی استون
- مکس بر
- جک آلبرتسون
- وال آوری
- فرانک هاگنی